# الاتصالات السلكية واللاسلكية في موريشوس
الاتصالات السلكية واللاسلكية في موريشوس كانت الاتصالات السلكية واللاسلكية بداية مبكرة في موريشيوس، حيث تم تركيب أول خط هاتفي في عام 1883، بعد سبع سنوات من اختراع الهاتف.

## نبذة
على مر السنين، تحسنت الشبكة والاتصالات الهاتفية. وبحلول أواخر القرن العشرين، أدى التطور والتقارب السريعين لتكنولوجيات المعلومات والاتصالات السلكية واللاسلكية  إلى ظهور صناعة تكنولوجيا المعلومات والاتصالات في الجزيرة إلى جانب العديد من الحوافز التي قدمتها الحكومة. وبالتالي، تهدف الحكومة إلى جعل قطاع تكنولوجيا المعلومات والاتصالات الركيزة الخامسة لاقتصاد موريشيوس وتحويل موريشيوس لجزيرة رقمية. تاريخيا، تشتهر البلاد بالسياحة، بدلا من مراكز الاتصال والاستعانة بمصادر خارجية في العمليات التجارية.
كما أنشئت في عام 1989 هيئة المعلوماتية الحكومية المحدودة للمساعدة في تهيئة نظام الحاسوب للخدمة المدنية.

## تاريخ
في عام 1883، تم إدخال الاتصالات الهاتفية الأساسية في موريشيوس، بعد سبع سنوات فقط من اختراع الهاتف. تم إنشاء أول خط هاتفي بين مقر إقامة حاكم المستعمرة في ريدويت ودار الحكومة في بورت لويس.تم صيانة شبكة الهاتف من قبل إدارة الكهرباء والهاتف حتى عام 1956. ومنذ ذلك التاريخ، تولت إدارة الاتصالات تلك المسؤولية.
في عام 1893، ارتبطت موريشيوس بسيشيل (التي كانت آنذاك جزءا من موريشيوس) وزنجبار عبر كابل تلغرافي بحري تبعه رودريغز في عام 1901 من قبل شركة التلغراف في شرق وجنوب أفريقيا.   وكان معدل انتقال الخدمة البرقية 15 كلمة في الدقيقة، وهي ثورة تاريخية في تلك الأيام.
قبل استقلال البلاد وحتى عام 1985، كانت الاتصالات الدولية تدار من قبل شركة كيبل آند وايرلس،وهي شركة بريطانية خاصة. من عام 1985،  خدمات الاتصالات السلكية واللاسلكية في الخارج، والتي أصبحت في وقت لاحق موريشيوس للاتصالات المحدودة  تولى.
أنشئت شعبة نظم المعلومات المركزية، التي كانت تعرف سابقا باسم شعبة معالجة البيانات، في عام 1971. وCISD في الوقت الحاضر هي المسؤولة عن نظم تكنولوجيا المعلومات الرواتب الحكومية، والبريد الإلكتروني الحكومي، وصيانة جميع المواقع الحكومية / الإدارات والدعم التقني.
وفي عام 1987، تم تركيب محطة أرضية ثانية من المستوى باء وشبكة ساتلية محلية مع رودريغز والجزر الخارجية. وفي العام نفسه، تم أيضا تثبيت تبادل بيانات تبديل الحزم X.25.   
وفي يوليو 1988، تمت خصخصة إدارة الاتصالات المملوكة للدولة لتصبح خدمات الاتصالات السلكية واللاسلكية في موريشيوس. مع  الخصخصة، تم دمج الأنشطة الوطنية والدولية لتشكيل موريشيوس للاتصالات المحدودة.
وقد وضع قانون الاتصالات لعام 1988 الإطار القانوني لتلبية احتياجات خدمات الاتصالات في احتكار مملوك للدولة.
كما أنشئ المجلس الوطني للحواسيب في عام 1988 بقانون المجلس الوطني (رقم 43) لتقديم المشورة للحكومة بشأن صياغة سياسات وطنية لتطوير قطاع تكنولوجيا المعلومات وتعزيز ثقافة تكنولوجيا المعلومات في البلد.
وفي عام 1989، أنشئ المكتب المركزي للمعلوماتية الذي تتمثل مهامه الرئيسية في تخطيط وتنسيق الحوسبة داخل الخدمة المدنية.
كما أنشئت في عام 1989 هيئة المعلوماتية الحكومية المحدودة للمساعدة في تهيئة نظام الحاسوب للخدمة المدنية.
وفي عام 1992، قال رئيس وزراء موريشيوس إنه يعارض بشدة فتح الأمواج الهرتزية أمام التلفزيون الأجنبي، وأن حكومته «لن تمنح هذه الحرية للأجانب».
وبحلول عام 1997، أنشئت وزارة الإعلام والاتصالات السلكية واللاسلكية لصياغة وتنفيذ السياسات المتعلقة بتطوير قطاع تكنولوجيا المعلومات والاتصالات. وأصبح كل من CISD و CIB قسمين داخل هذه الوزارة الجديدة.
غير أنه في أعقاب في منظمة التجارة العالمية، استعيض عن قانون الاتصالات لعام 1988 بقانون الاتصالات لعام 1998 الذي وفر الإطار القانوني للتمكين من ظهور  سوق اتصالات حرة وديمقراطية في الجزيرة. وأنشأ هذا القانون أيضا هيئة الاتصالات في موريشيوس كهيئة تنظيمية لقطاع الاتصالات السلكية واللاسلكية.
ومع تطوير تكنولوجيات المعلومات والاتصالات، حل محل قانون الاتصالات لعام 1998 قانون تكنولوجيا المعلومات والاتصالات لعام 2001. وفي وقت لاحق، حلت محل منطقة التجارة الحرة هيئة تكنولوجيا المعلومات والاتصالات.   في عام 2007، وجهت هيئة تكنولوجيا المعلومات والاتصالات  مقدمي خدمات الإنترنت لمنع الوصول إلى فيسبوك.   في عام 2009، رفضت هيئة تكنولوجيا المعلومات والاتصالات طلبا من شركة أوتريمر للاتصالات للحصول على  ترخيص الهاتف الخلوي.   في عام 2014، أمرت الشعبة التجارية بالمحكمة العليا شركة اتصالات البيانات المحدودة بدفع مبلغ 20,672,135.80 روبية لهيئة تكنولوجيا المعلومات والاتصالات، بما في ذلك الرسوم الإضافية للدفع المتأخر، مع التكاليف.

## إحصاءات عامة
الهواتف - الخطوط الرئيسية المستخدمة: 372,200 (2014)
الهواتف - الهاتف المحمول: 1,652,000 (2014)
نظام الهاتف: نظام صغير مع خدمة جيدة 
المحلية:  في المقام الأول نظام الجذع الراديو الميكروويف 
الدولية:  رمز البلد - 230؛ محطة أرضية ساتلية - 1 إنتلسات (المحيط الهندي)؛ وصلة جديدة بالموجات القصيرة إلى ريونيون؛ وصلات هاتفية لاسلكية عالية التردد لعدة بلدان؛ كابل الألياف البصرية المغمورة (SAT-3 / WASC/SAFE) يوفر الاتصال إلى أوروباوآسيا</br> دولي: رمز الدولة - 230 ؛ محطة أرضية ساتلية - 1 Intelsat (المحيط الهندي)؛ وصلة ميكروويف جديدة إلى ريونيون؛ وصلات هاتف راديوي عالية التردد إلى عدة بلدان؛ يوفر كابل الألياف الضوئية البحري (SAT-3 / WASC / SAFE) الاتصال بأوروبا وآسيا
محطات البث الإذاعي: ،AM 4، FM 9 الموجة القصيرة 0 (2002)
أجهزة الراديو: 420,000 (1997)
محطات البث التلفزيوني: محطتين (بالإضافة إلى عدة محطات مكررة) (1997)
مقدمي خدمات الإنترنت (ISPs): 14 (2014)
عدد مستخدمي الإنترنت: 735,400 (2014)  
رمز البلد (نطاق المستوى الأعلى): MU

## التلفاز
محطات البث التلفزيوني: محطة واحدة فقط تسيطر عليها الدولة، وهي هيئة إذاعة موريشيوس، حيث ترفض الحكومة إصدار  تراخيص لمحطات البث المحلية.

## إنترنت
موريشيوس لديها العديد من المشغلين مثل موريشيوس للاتصالات، نوماد،  ماهاناغار  الهاتف موريشيوس المحدودة (MTML) وإمتل. يستخدم كل مشغل تقنية مختلفة لتوفير الوصول إلى الإنترنت. البدوي يجعل استخدام  واي ماكس،MTML يستخدم CDMA2000  وإمتل يستخدم HSDPA  (3.5G). وتحتفظ  شركة موريشيوس للاتصالات (MT) باحتكارها، حيث تقدم خدمات الطلب الهاتفي وخدمات  ADSL  عبر خطوط الهاتف الحالية.

### الرقابة على الإنترنت والمراقبة
في عام 2007، حجبت الحكومة فيسبوك لمدة يوم واحد. هناك إستراتيجية وطنية للأمن السيبراني للحكومة لوضع إطار شامل لمراقبة حركة الإنترنت التي قد تكون ضارة للأمة والمجتمع.   في عام 2016، اعتقل زوجان بعد مشاركة منشور عن وزير الإسكان والأراضي على فيسبوك.   في سبتمبر 2016، صادرت دائرة الأمن الوطني خوادم البنية التحتية لتصفية الإنترنت والمفتاح العام التي تديرها هيئة تكنولوجيا المعلومات والاتصالات.  

## روابط خارجية
- قطاع تكنولوجيا المعلومات والاتصالات في موريشيوس
- هيئة تكنولوجيا المعلومات والاتصالات (هيئة تكنولوجيا المعلومات والاتصالات) - الهيئة هي الجهة المنظمة الوطنية لقطاع تكنولوجيا المعلومات والاتصالات والخدمات البريدية في موريشيوس